# Microloxia indecretata
Microloxia indecretata là một loài bướm đêm trong họ Geometridae.